# Демократический союз
Демократический союз (ДС или ДемСоюз) — первая разрешённая властью открыто провозгласившая себя оппозиционная политическая партия в СССР, основанная 8 мая 1988 года группой советских диссидентов и правозащитников.
Практическая подготовка к первому учредительному съезду партии велась в дачном домике на подмосковной станции Кратово, где проживал правозащитник Сергей Григорьянц. На платформе этой станции прошло и одно из заседаний учредительного съезда. Партия приобрела известность благодаря распространяемой по всей территории СССР полномасштабной партийной газете «Свободное слово», еженедельный тираж которой в 1991 году составил 55 000 экземпляров.
Основная уставная задача партии «ликвидация тоталитарного государства» была выполнена в 1991 году, после чего проверенная в политических баталиях программа партии была фактически скопирована всеми официально зарегистрированными на территории бывшего СССР партиями.

## История создания и деятельность в СССР
Организацию проведения учредительного съезда координировал правозащитник Сергей Григорьянц. Основной целью новой партии ставилось мирное ненасильственное изменение политической системы с целью установления в стране представительной парламентской демократии.
Первый учредительный съезд партии прошёл 7-9 мая 1988 года — в Москве, при постоянном вмешательстве КГБ и милиции, которые депортировали из столицы всех иногородних делегатов. Одно из заседаний съезда состоялось на платформе Кратово Казанской железной дороги в Подмосковье. В съезде участвовали представители неформальных групп «Демократия и гуманизм» (Валерия Новодворская, Евгения Дебрянская, Игорь Царьков, Дмитрий Стариков), «Доверие» (Екатерина Подольцева, Ася Лащивер), «Перестройка-88» (Юрий Скубко, Виктор Кузин), «Младомарксистское общество» (Александр Элиович, Андрей Грязнов) и других объединений из 17 городов СССР (Лев Убожко, Андрей Деревянкин, Валерий Терехов, Александр Лукашёв). Большинством в один голос 8 мая 1988 года съезд принял решение объявить ДС «политической партией» (а не «общественной организацией»). Этот день считается днём создания партии.

В качестве своей основной задачи партия поставила изменение общественного строя СССР. В учредительных документах ДС предлагалось: упразднение КГБ и создание вместо него новой службы безопасности на иной идейной и кадровой основе, проведение процесс над руководителями КГБ как преступниками, совершившими преступления против человечности, обеспечение полной независимости КГБ и МВД от КПСС путём упразднения политотделов, отмена смертной казни. Несмотря на свой казавшийся в те годы эпатирующим радикализм, партией отвергалось любое насилие и террор в достижении своих политических целей: 
любое насильственное народное выступление — суть национальная трагедия, не ведущая к гуманизации общества.
В работе первого съезда ДС принял участие Владимир Жириновский, это был его дебют в политике. Он предложил централизованную структуру партии с председателем во главе, причем не скрывая, что сам готов занять этот пост. После единогласного отклонения такого предложения он был с позором выдворен со съезда. Будущий лидер российского движения за права сексуальных меньшинств Евгения Дебрянская осенью того же года вышла из партии.

По воспоминаниям одного из основателей ДС Льва Убожко, осенью 1988 года исключённого из партии и основавшего свою:
…оргкомитет состоял из 15 человек: Великолепова, Денисова, Дебрянской, Елисеенко, Зверева, Кузина, Лукашева, Лащивер, Мухамедьярова, Новодворской, Скубко, Старикова, Убожко, Хрипкова, Царькова. В апреле были разработаны проекты Декларации, Программы и Устава оппозиционной организации. Чёткой идеологической альтернативы программе КПСС мы не создали, хотя система ценностей соответствовала идеалистически-западнической.
В ДС действовали различные фракции, что было зафиксировано и в уставных принципах организации: либерально-демократическая, социал-демократическая (лидеры — депутат Моссовета Виктор Кузин, Александр Скобов, Юрий Скубко, Александр Лукашёв), демокоммунистическая (лидеры — Александр Элиович, Андрей Грязнов, Сергей Скрипников), коммунистов-демократов (Сергей Биец), демохристианская (Андрей Деревянкин, Адель Найденович). Большинство партии составляли нефракционеры. Валерия Новодворская в рамках ДС последовательно создала несколько фракций — либерально-демократическую (1988 год), революционно-демократическую (1990 год), либерально-революционную (1991 год). Один из основателей ДС Александр Лукашёв (убитый 27 ноября 1990 года) вспоминал:
Я был одним из учредителей ДемСоюза, одним из 15 членов первого оргкомитета, возникшего 2 апреля 1988 года. Мы хотели создать такую структуру, которая вобрала бы в себя самые различные силы: от еврокоммунистов до либеральных демократов, сторонников западной модели развития общества. Первоначально даже не предполагалось назвать эту структуру партией.
На вопрос о структуре партии В. Новодворская говорила в октябре 1990 года в интервью журналу «Огонёк»:
ВОПРОС: Валерия Ильинична, вы лидер Демократического Союза...

НОВОДВОРСКАЯ: Ошибаетесь. Лидеров не держим. Я член Московского координационного совета Демократического Союза. Партия построена по конфедеративному принципу без централизма, без подчинения, без обязательности.
В организации первого и второго съездов ДС принял активное участие диссидент и правозащитник Сергей Григорьянц, оставшийся, тем не менее, вне партии. Один из дней работы первого съезда ДС должен был проходить на даче Григорьянца в подмосковном Кратове, чему, однако, помешала милиция, задержавшая Григорьянца. Помимо Григорьянца, в создании и последующей деятельности ДС приняли участие многие бывшие политзаключённые, участники диссидентского движения — Юлий Рыбаков, Александр Скобов, Валерия Новодворская, Андрей Деревянкин, Михаил Кукобака, Лев Убожко, Адель Найденович, Валерий Терехов, Игорь Царьков, Фред Анаденко, Владимир Данилов, Александр Мусихин, Александр Гоголашвили, Роальд Мухамедьяров и другие. В то же время ряд диссидентов старшего поколения критически высказывался о ДС; так, Лариса Богораз заявила: «На месте правозащитного движения — такая безответственная организация, как „Демократический союз“».
К 1990 году численность ДС достигла максимума — 1-1,5 тысяч активистов по всей стране. На третьем (Таллинском) съезде ДС в январе 1990 года был представлен максимум активистов партии — более 900 человек, затем численность партии начала снижаться. Кроме десятков городов РСФСР, отделения ДС имелись в Латвии, Украине, Казахстане, Узбекистане, Таджикистане и других советских республиках. 7 октября 1988 года в Ленинграде отделение ДС на разрешённом властями митинге впервые в эпоху перестройки открыто подняло трёхцветный бело-сине-красный флаг, позднее ставший символом всего демократического движения в России. На Украине ДС выступал под жёлто-голубым украинским флагом.
Активисты ДС первыми стали явочным порядком, в том числе в своих печатных изданиях, использовать старые названия городов — Санкт-Петербург (вместо Ленинград), Тверь (вместо Калинин), Екатеринбург (вместо Свердловск), Нижний Новгород (вместо Горький), Самара (вместо Куйбышев) и т. д. Шуточный лозунг Тверского ДС в 1990 году: «Переименуем Калинин в Тверь, а Советский Союз — в Демократический Союз!». Активист ДС и депутат Ленсовета Виталий Скойбеда первым внёс в 1991 году предложение о проведении референдума о переименовании города в Санкт-Петербург, которое и было одобрено горсоветом, а затем и голосованием на городском референдуме.
В 1989—1991 годах ДС в десятках городов проводил пикеты, демонстрации, митинги, в основном не разрешённые властями. За участие в этих мероприятиях сотни активистов ДС подвергались административным арестам. На одном из таких несанкционированных митингов ДС на Пушкинской площади в Москве 29 мая 1989 года выступил народный депутат СССР Борис Ельцин. Из сообщения газеты «Гражданское достоинство» за июнь 1989 года:
В понедельник 29 мая на митинге Демократического Союза на Пушкинской площади состоялось незапланированное организаторами выступление депутата Верховного Совета СССР Б. Ельцина. Ельцин попросил убрать развевающиеся флаги свободной Армении, свободной Эстонии и свободной России, которые после его обращения послушно исчезли в толпе. Выступление под такими флагами, по мнению депутата, могло бы стать дополнительным компрометирующим материалом в глазах партийной комиссии по его персональному вопросу. Депутат подтвердил свою мысль о том, что отказ от номенклатурных привилегий имеет большое значение для нравственного оздоровления общества, и сообщил присутствующим, что от последней своей привилегии — дачи — недавно письменно отказался, а на работу отныне предпочитает ездить в общественном транспорте.
В январе 1990 года на третьем (Таллинском) съезде ДС большинством голосов было принято решение бойкотировать официальные выборы как недостаточно демократические и бороться за созыв Учредительного собрания. Однако умеренное крыло ДС (т. н. «реалисты» — Дмитрий Стариков, Александр Лукашёв, Юрий Скубко и др.) выступали за участие в выборах. В составе Моссовета был член ДС депутат Виктор Кузин, в составе Ленсовета (Петросовета) — член ДС депутат Виталий Скойбеда. В составе Государственных Дум и Совета Федерации ни одного действующего члена ДС никогда не было, но некоторые бывшие активисты ДС, перейдя в другие партии, являлись депутатами Федерального Собрания (в Госдуме — Виталий Журавлёв — от ЛДПР, Юлий Рыбаков — от «Демвыбора России», Александр Чуев — от «Единства» и «Родины»; в Совете федерации — Алексей Мананников).
В 1989—1990 годах в Свердловске проходил судебный процесс против активиста ДС Сергея Кузнецова, обвинённого в распространении листовок ДС и клевете на милицейского генерала. В тюрьме Кузнецов неоднократно объявлял голодовки, в суд доставлялся на носилках. Он был приговорён к трём годам лишения свободы.
С 1990 года против активистов ДС стали возбуждаться уголовные дела по закону об оскорблении чести и достоинства президента СССР. Наибольшую известность приобрели судебные процессы против Валерии Новодворской, Татьяны Кудрявцевой, Елены Авдеевой (Москва), Тамары Целиковой (Тверь), обвинялись также Кирилл Шуйкин и Сергей Прилепский в Москве. Последний из таких процессов над активистами ДС, против Евгения Фрумкина, завершился уже после распада СССР, в 1992 году. Судья Фрунзенского суда Москвы Митюшин, ранее ставший известным благодаря своим многочисленным решениям об арестах активистов ДС, полностью оправдал его с формулировкой «в связи с отсутствием состава преступления, события преступления, а также изменением обстановки». Студентка филфака Тверского госуниверситета Тамара Целикова, обвиненная за расклейку антигорбачёвских листовок, также была оправдана в июне 1992 года, после отставки Горбачёва. Защиту Целиковой, Новодворской и некоторых других подсудимых активистов ДС вел член ДС адвокат Сергей Котов (позднее ставший русским националистом и (в 2000-е годы) политзаключённым по 282-й статье УК РФ — о разжигании межнациональной розни). В Петропавловске (Казахская ССР) за распространение выпущенного ДС «Антисоветского календаря» за 1990 год с карикатурой на Горбачёва Виктор Леонтьев был осужден на два года исправительных работ.
В подготовке и проведении уличных акций ДС в Ленинграде активно участвовал Александр Шмонов, стрелявший 7 ноября 1990 года в Горбачёва на Красной площади (членом ДС Шмонов не был). В 1991—1992 годах ДС в Петербурге развернул правозащитную кампанию за освобождение Шмонова под лозунгом: «Свободу Александру Шмонову!», поддерживал с ним переписку. В 1992 году Шмонов был освобождён.

## Уличные акции
C момента своего создания и на протяжении всех последних лет существования СССР, партия пыталась организовать уличные митинги, не получая разрешения на их проведение. Так, один из них, 21 августа 1988 года на Пушкинской площади в Москве, был посвящён 20-летию годовщины ввода советских войск в Чехословакию. Как и другие митинги ДС, он был пресечен сотрудниками правоохранительных органов: из трёхсот его участников были задержаны милицией более пятидесяти человек, 13 из них получили по 15 суток административного ареста.
Наиболее массовым неразрешённым митингом ДС стал митинг на Пушкинской площади в Москве в апреле 1989 года в знак протеста против жёсткого (19 человек погибло) подавления мирных демонстраций в Тбилиси (Грузия). В нём приняло участие около 5 тысяч человек, сотни из них были задержаны. Митинги ДС проводились и по «памятным» историческим датам — например, 18 января 1990 года, в годовщину разгона Всероссийского Учредительного собрания 1918 года, в день прав человека 10 декабря. 10 декабря 1989 года Валерия Новодворская на митинге на Пушкинской площади в Москве демонстративно уничтожила портреты главы СССР М. С. Горбачёва
, причём толпа скандировала: «Горбачёв — убийца!». Эта акция стала широко известной, так как была десятки раз показана по советскому телевидению в заставке популярной телепрограммы «Взгляд».

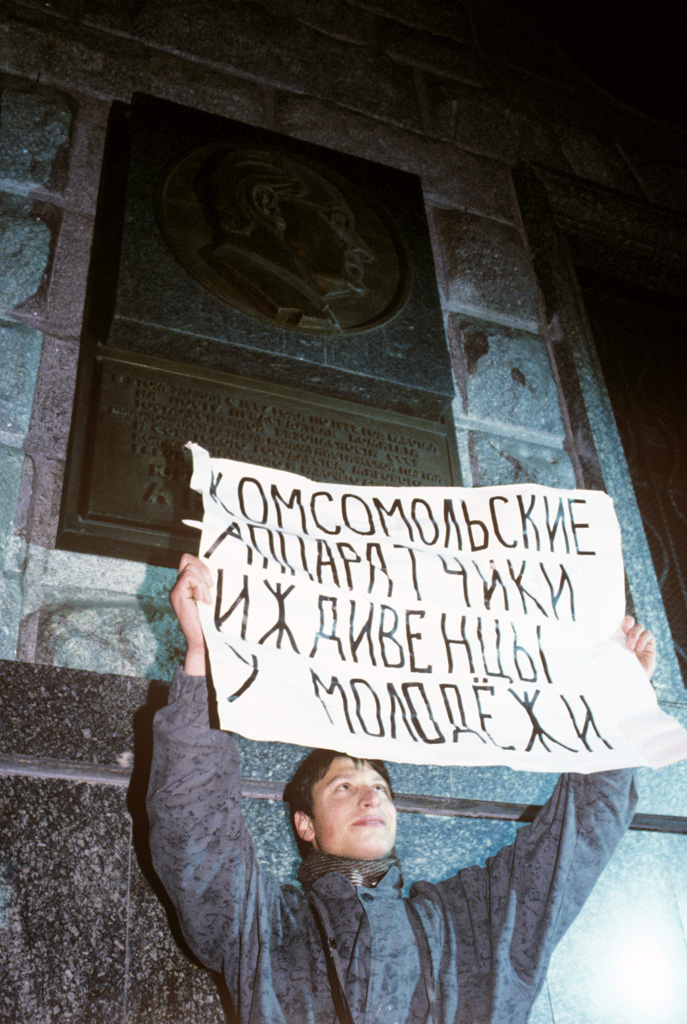
Несанкционированный митинг Демократического союза на Пушкинской площади в Москве 20 октября 1989 г.

Как ДСР, так и ДС («Свободное слово») выступали против военного решения чеченского конфликта, активисты ДС участвовали в уличных антивоенных акциях — которые проходили в Москве в 1999, 2000, 2004 (была разогнана милицией), 2005, 2006, 2007 годах Активистка ДС («Свободное слово») Виктория Пасько, участвовавшая в «маршах мира» на территории Чеченской республики, пропала там без вести в 1995 году.
Тексты некоторых плакатов, которые активисты ДС («Свободное слово») поднимали на уличных пикетах и демонстрациях в 2000-е годы: «За ложь, Чечню, за всю Россию — долой кремлёвского мессию» (2001), «Наследников октябрьского путча, „мочителей“ России и Чечни — долой!» (2003), «Долой Путина! Долой бойню в Чечне!», «Путина к ответу! Война в Чечне — причина фашизма!» (2004—2005), «Мочителей Политковской и всей России — вон из Кремля!» (2007—2011), «ФСБ — фабрика спланированных бомб!», «Свободу уличным акциям!» (2010), «Демократия! Она утонула в путчине!» (2011), «Путина и его гэбистскую „бригаду“ — долой!» (2009—2012).

## Раскол 1991 года
Весной 1991 году в ДС произошёл первый раскол — из организации выделилась фракция под названием «ДС-Гражданский путь» (ДС-ГП) во главе с Эдуардом Молчановым и Игорем Царьковым. Участники фракции осуждали призывы к насилию, которые, как они считали, распространяла революционно-либеральная фракция. ДС-ГП просуществовал около одного года. В этот период, до конца 1991 года, параллельно выпускалось две партийные газеты «Свободное слово» — ДС (главный редактор Ирина Алёшина) и ДС-ГП (главный редактор Эдуард Молчанов).
В мае 1991 года Валерия Новодворская (ДС) и Владимир Данилов (ДС-ГП) были арестованы КГБ и помещены в Лефортовский СИЗО по обвинению в призывах к свержению государственного строя СССР. Сразу после августовских событий 1991 года они были освобождены.

## Раскол 1993 года

Логотип «Демократического союза», Валерии Новодворской

До начала 1993 года ДС в целом, включая и сторонников Валерии Новодворской, оставался в радикальной антиельцинской оппозиции. Новодворская, как и некоторые другие члены ДС (Дмитрий Стариков, Виталий Журавлёв) состояла в клубе Сергея Кургиняна «Постперестройка», публиковалась в газете Александра Проханова «День», ныне «Завтра» (статья «Трое в лодке, не считая России», № 11 за 1992 год). В газете «День» Новодворскую в тот период характеризовали как «одного из наиболее последовательных и мужественных политических деятелей нашей эпохи» (№ 19 за 1991 год). Сергей Кургинян заявлял в то время: «Моя позиция очень сходна с позицией Демократического Союза, который говорит об Учредительном собрании. Я тоже считаю, что для смены Конституции и общественно-политического строя нам нужно Учредительное собрание».
В 1992 году, в первую годовщину августовских событий 1991 года, Новодворская c другими активистами ДС провела пикет у Белого дома под лозунгами: «Демократура держится на штыках!» и «Крючков и Язов похоронили коммунизм, а Ельцин — демократию!»
Но весной 1993 года Новодворская стала поддерживать президента Бориса Ельцина и в ДС произошёл новый раскол — Валерия Новодворская с группой соратников объявила о создании новой политической партии — Демократический Союз России (ДСР), основанной на чисто либеральных и антисоветских принципах.
ДСР заявил о полной поддержке действий первого президента России Бориса Ельцина по ликвидации КПСС в августе 1991 года, ликвидации СССР в декабре 1991 года, ликвидации советской власти в России в сентябре 1993 года и вооружённому подавлению сопротивления сторонников Верховного совета в Москве 4 октября 1993 года. В 1999 году ДСР прошёл перерегистрацию в региональное общественное объединение.
Активисты ДС, оставшиеся в «старом» ДС (они продолжали издавать главную партийную газету «Свободное слово», поэтому неформально называли себя ДС («Свободное слово»)) остались в оппозиции правительству Бориса Ельцина и резко осудили кровопролитие в Москве в октябре 1993 года, не поддержав при этом ни одну из сторон конфликта. Эта часть ДС относила себя к общедемократической, а не чисто правой и либеральной оппозиции. Часть активистов ДС («Свободное слово») участвовала в обороне Белого дома в октябре 1993 года — в том числе Дмитрий Стариков, Андрей Деревянкин, Адель Найденович, Анна Комарова, Николай Голубев (Казахстан), активисты Петербургского ДС Константин Черемных (впоследствии — участник Изборского клуба) и Александр Богданов, редактор газеты «Антисоветская правда».
В защите Белого дома также принял участие активист ДСР В. Новодворской (вопреки её позиции) Владимир Ермаков, который погиб там 4 октября в результате пулевого ранения. Член ДС Станислав Толстых, участвовавший в октябрьских событиях 1993 года, был вскоре после них осуждён на год лишения свободы за незаконное хранение оружия.
Несмотря на расколы и дальнейшие острые политические расхождения, основатели и активисты ДС 1988—1990 годов (Валерия Новодворская (ДСР), Евгения Дебрянская, Игорь Царьков (ДС-ГП), Дмитрий Стариков (ДС «Свободное слово»), Владимир Матвеев (ДС «Свободное слово»), Владимир Богачёв и другие) встречались в мае 1998 года и мае 2008 года, чтобы отметить 10- и 20-летние юбилеи создания ДС. Ещё раз многие из них, в том числе Дмитрий Стариков, Игорь Царьков, Евгения Дебрянская, Павел Люзаков, Валерия Любимцева встретились на похоронах Валерии Новодворской в июле 2014 года.

## Санкт-Петербургская организация ДС
В Санкт-Петербурге, тогда Ленинграде, действовала вторая по численности, но первая по активности группа активистов ДС. Неформальными лидерами Питерской организации ДС были Валерий Терехов (скончался 13.11.2007 года) и Екатерина Подольцева, ныне проживающая в США.
В Санкт-Петербурге выходило несколько изданий ДС. С июня 1988 года печатался фотоспособом еженедельник «Демократическая оппозиция» (как издание ДС до октября 1988 года вышло 17 номеров, с 18-го номера — «независимый еженедельник»). В 1989—1990 годах в СПб тиражом от 1 до 2,5 тысяч экз. издавался еженедельный сборник «Личное мнение» (вышло не менее 24 выпусков), уникальность которого заключалась в редком способе издания (шелкографии); бессменным главным редактором «Личного мнения» был Вадим Башмаков (скончался в 1997 году).
Летом 1988 года публикация в «Демократической оппозиции» стихотворения Владимира Яременко «Россия» — послужила основанием для возбуждения против него и других активистов ДС последнего в СССР уголовного дела по статье «антисоветская агитация и пропаганда» (статья 70 УК РСФСР). Расследование этого дела, известного как «дело номер 64», в Ленинградском КГБ возбудил и вёл Виктор Черкесов, впоследствии известный российский политик. Было принято постановление о заключении Владимира Яременко под стражу, а сам он был объявлен в розыск. Владимиру Яременко удалось бежать на Запад. В декабре 1988 года прошли обыски на квартирах пятерых активистов ДС в Ленинграде: Александра Скобова, Юлия Рыбакова, Валерия Терехова, Екатерины Подольцевой, Ванды Добасевич и руководителя отделения НТС Ростислава Евдокимова. Были изъяты магнитофоны, видеомагнитофоны, у Р. Евдокимова — телевизор; следователи допросили более 70 человек, причём все допросы были связаны с деятельностью ДС. 28 декабря 1991 года, после того как Съездом народных депутатов РСФСР ст. 70 УК была отменена, это уголовное дело было прекращено постановлением начальника отдела по расследованию особо важных дел прокуратуры Российской Федерации О. В. Блиновым. С июля 1989 года организация выпускала газету «Учредительное Собрание». В состав редакции входили Екатерина Подольцева, Валерий Терехов, Марк Фердман, Ольга Липовская, Андрей Мазурмович. Газета печаталась в Литве и Эстонии ежемесячными тиражами от 5 до 10 тысяч экземпляров и продавалась распространителями. На эти деньги проводились различные мероприятия. Обязанности главного редактора (до июня 1991 года) фактически выполнял Андрей Мазурмович (участие Екатерины Подольцевой и Валерия Терехова было формальным). Большую роль в становлении газеты как альтернативного источника информации сыграла Ольга Липовская. Техническую работу по верстке и подготовке материалов выполняли Марк Фердман и Андрей Мазурмович. Всего вышло 33 номера «Учредительного собрания», последний, в ноябре 1994 года, вышел под лозунгом: «Нет деспотии Ельцина! Вся власть Учредительному собранию!».
В 1996 году в Санкт-Петербурге был выпущен сборник «ДС. История в фотодокументах» (автор-составитель Сергей Сомов).
Самым ярким событием в деятельности Питерской ДС была акция протеста 12 марта 1989 года, когда члены ДС Андрей Мазурмович и Леонид Гусев подняли российский триколор, взобравшись на памятник Кутузову у Казанского Собора. Против них были возбуждены уголовные дела, позже переквалифицированные в административные. Видео той акции до сих пор активно используется современной оппозицией. Леонид Гусев во время забастовок шахтёров был командирован Питерским ДС в Воркуту где успешно агитировал шахтёров и остановил шахту «Воргашорская» уже после того, как власти, казалось бы, разрулили обстановку. Генсек КПСС Михаил Горбачёв в одной из публичных речей высказал резкую критику в адрес Демсоюза, в связи с поддержкой активистами ДС забастовок шахтёров: «Слетаются, как вороньё на падаль. ДС, и не только он».
Питерский ДС первым вернул в обиход прежнее название города — Санкт-Петербург. Это во многом предопределило возвращение городу в 1991 году именно этого названия (а не «Петроград» или «Свято-Петроград», как предлагал Александр Солженицын). Однако на массовом городском митинге накануне референдума о переименовании, представитель ДС Леонид Гусев единственный выступил против немедленного переименования Ленинграда, считая невозможным существование, например, «Санкт-Петербургского КГБ».

## Партийные СМИ

### Газета «Свободное слово»
С 15 октября 1988 года Московская организация партии стала выпускать официально незарегистрированную еженедельную газету «Свободное слово», которая является старейшей из всех оппозиционных газет страны. Главным редактором первого номера стал Александр Чуев, в 90-е годы ставший известным как депутат Госдумы РФ от проправительственных фракций, а в 1988 году — один из лидеров христианско-демократической фракции ДС. Со 2 номера, также в 1988 году, главным редактором газеты стал Эдуард Молчанов бессменно возглавлявший её в наиболее политически бурные годы перестройки (до 1991 года).
Газета печаталась нелегально, редакция находилась в Москве, полиграфическая база располагалась в Прибалтике. Продавалась по высокой по тем временам цене — один рубль (килограмм варёной колбасы стоил чуть больше двух рублей). Торговали газетой в людных местах, к примеру, на Пушкинской площади в Москве, в метро и в подземных переходах. В качестве распространителей выступали сторонники и члены партии, а также случайные лица, которые регулярно задерживались советской милицией. Продавали газету и на санкционированных массовых митингах и демонстрациях других политических организаций и движений.
В 1988 году вышло 6 номеров газеты, её тираж составлял от 500 до 1000 экземпляров. В 1989 году вышло 23 номера, в 1990—1991 годах газета выходила еженедельно, затем — непериодично (на июль 2016 года вышел 207 номер). Еженедельный тираж газеты в 1991 году достигал 55 тысяч экземпляров.
В апреле 1991 года после V съезда партии ответственный редактор газеты Эдуард Молчанов с частью редакционного коллектива отмежевались от ДС и попытались основать другую политическую организацию — «Демократический союз. Гражданский путь» (ДС-ГП) По данным, которые приводит каталог «Самиздат и новая политическая пресса» (Составители: Е. Струкова, М. Паскалова, С. Соловьева, 1993 год), № 16 (94) газеты «Свободное слово» за 7 мая 1991 года появился в двух версиях. Редактором одной был тот же Эдуард Молчанов. Редактором другой партия назначила Ирину Алешину: на лотках уличных распространителей соседствовали две разные газеты с одинаковым названием и логотипом. Газета ДС-ГП под редакцией Э. Молчанова выходила до конца 1991 года, причём последний (120-й) номер вышел 7 декабря 1991 года с подзаголовком «независимая газета».
Газета «Свободное слово» продолжает выходить вплоть до настоящего времени. Её главные редакторы с 1991 года: Ирина Алёшина (1991—1992); Андрей Грязнов (1994—1995); Павел Люзаков — с 1995 года по настоящее время (июль 2016 года).
Разовый тираж газеты постепенно снижался, в 1991 году он составлял 55 тысяч экземпляров, в 1992—2001 годах — от 5 до 10 тысяч. В 2001 году ФСБ конфисковала в типографии 5-тысячный тираж газеты. В 2000-е годы разовый тираж составлял до тысячи экземпляров. Всего до июля 2016 года вышло 207 печатных номеров издания, 207-й номер датирован апрелем 2016 года.
В 2006 году, после ареста Люзакова, когда печатный вариант издания временно не выходил, возникла одноимённая интернет-версия издания. По состоянию на ноябрь 2014 года, интернет-издание «Свободное слово» продолжает существовать на бесплатном ресурсе, но его новостная лента не обновляется. В качестве четырёх основных рубрик в нём представлены: «АнтиМедвед/АнтиПутин», «Антиармия», «Антиклерикализм», «Антивойна».
Среди авторов «Свободного слова» в 2000-е годы и позднее — Павел Люзаков, политзаключённые Илья Романов (освобождён из колонии на Украине 7 декабря 2012 года, вновь арестован в России в октябре 2013 года) и Борис Стомахин (вновь арестован в ноябре 2013 года), бывшие политзаключённые Андрей Деревянкин, Адель Найденович, Михаил Кукобака, Кирилл Подрабинек, Надежда Низовкина и Татьяна Стецура, писательница-документалистка Полина Жеребцова, журналисты Александр Майсурян, Дмитрий Стариков, Александр Зимбовский и другие. Автором «Свободного слова» с 1989 года по настоящее время является также активист ДС Андрей Новиков, в 2006—2007 годах по приговору суда проведший около года на принудительном лечении за «призывы к экстремистской деятельности».

### Судебные процессы над авторами «Свободного слова»
В постсоветской России неоднократно возбуждались дела и проходили судебные процессы над авторами газеты «Свободное слово» и членами ДС. Так, в 1995 году за выступления против войны на Кавказе было открыто уголовное дело № 230547 об оскорблении президента РФ (Б. Н. Ельцина) по статье 131 Уголовного кодекса РСФСР («Умышленное унижение чести и достоинства личности, выраженное в неприличной форме»). Дело было возбуждено прокурором Хамовнической межрайонной прокуратуры Николаем Поповым по факту содержащегося в листовке ДС утверждения: «Борьбу с фашизмом надо начинать с главного палача, оберфашиста Ельцина, а не мелкой сошки вроде Баркашова…». По делу проходили авторы листовки Павел Люзаков, Александр Майсурян, Евгений Фрумкин и другие. Дело было заведено одновременно с возбуждением уголовного дела против редакции телепрограммы НТВ «Куклы» по тому же обвинению (в оскорблении президента РФ) и тогда же закрыто.
В 1995—1996 годах за организацию антивоенных митингов и пикетов был возбуждён ряд уголовных дел по статье 200.1 УК РСФСР («нарушение порядка организации или проведения собрания, митинга, демонстрации, шествия и пикетирования») против Валерии Любимцевой, Александра Майсуряна, Григория Воробьева, Ольги Кашкаровой, Евгения Фрумкина и других. Часть дел была доведена до обвинительного приговора, другие — прекращены в 1997 году в связи с декриминализацией данной статьи УК. Обвинительный приговор Валерии Любимцевой был отменён Мосгорсудом по формальным причинам.
В сентябре 1997 года был арестован Федеральной службой безопасности России и помещен в московскую тюрьму «Матросская Тишина» один из основателей ДС Андрей Деревянкин. Проводилась кампания в его защиту, как политзаключённого. Благодаря вмешательству международных правозащитных организаций (Helsinki Citizen Assembly и других) освобожден в марте 1998 года.
6 мая 2000 года Андрей Деревянкин был вновь задержан в Саратове сотрудниками УФСБ, по версии следствия, при расклеивании листовок. При обыске у него дома были изъяты, по версии обвинения, более сотни листовок, озаглавленных «Разыскивается особо опасный преступник Путин В. В.», «К оружию» и «Ко всем экипажам». 11 мая 2000 года в газете «Саратовские вести» было опубликовано сообщение пресс-службы УФСБ по Саратовской области, в котором излагалась официальная версия ареста Деревянкина. Газета «Коммерсантъ» (№ 233 (2118) от 10.12.2000) привела выдержки из листовок, адресованных экипажам Ту-160 и расклеенных в Энгельсском лётном городке, на аэродроме и в служебной части, рядом со штабами дивизии и полков: «Ко всем экипажам тяжелой бомбардировочной дивизии. Господа офицеры! Всего один выстрел по Кремлю и… возродится нация… укрепится российская валюта… улучшится климат. Птицы запоют радостнее, солнце засияет ярче, небо станет голубее». Деятельность Деревянкина суд квалифицировал как призывы к вооружённому свержению власти и приготовление к созданию незаконных вооружённых формирований (статьи 30 ч. 1 и 208 ч. 1; 280 ч. 1 УК РФ). Коллегия присяжных признала Андрея Деревянкина «виновным и не заслуживающим снисхождения». 8 декабря 2000 года Саратовский областной суд под председательством судьи С. Г. Рубанова приговорил его к 4 годам лишения свободы. Все четыре года лишения свободы Андрей Деревянкин провел в одиночном заключении. В 2004 году Андрей Деревянкин был освобождён. Валерия Новодворская неоднократно выступала с критикой Андрея Деревянкина и его взглядов. Вскоре после его осуждения в 2000 году опубликовала в журнале «Новое время» статью, где осуждала его за «людоедские призывы к убийству кремлёвского руководства» и отказывала ему в защите. В 2013 году выступила с критической видеолекцией о нём.
В 2001 году главный редактор «Свободного слова» Павел Люзаков проходил по уголовному делу, возбуждённому ФСБ в связи с публикацией в журнале «Сепаратист» заявления в поддержку чеченской независимости, у него на квартире был произведён обыск.
20 января 2005 года главный редактор «Свободного слова» Павел Люзаков, активно публиковавшийся также на сайтах чеченских сепаратистов, был арестован по обвинению в незаконном хранении оружия. Он был осужден Останкинским судом Москвы на два года лишения свободы. Как утверждала защита и сам обвиняемый, оружие (пистолет ТТ) было ему подброшено в ходе операции спецслужб, с целью пресечь его журналистскую деятельность. Проводилась кампания в его защиту, как политзаключённого. Первый приговор (два года лишения свободы) был отменён вышестоящим судом, но второй приговор повторил ту же меру наказания. Заключение Павел Люзаков отбывал в колониях посёлков Сурмог и Ныроб Пермского края. 19 января 2007 года освобождён из лагеря.
В 2006 году в городе Рыбинск (Ярославская область) был задержан и затем осуждён судом за свои статьи автор «Свободного слова» с 1989 года журналист Андрей Новиков. Он провёл около года на принудительном лечении по приговору суда за «призывы к экстремистской деятельности».
21 марта 2006 года в Москве был арестован и затем приговорен к 5 годам лишения свободы журналист Борис Стомахин, регулярно публиковавший свои материалы в «Свободном слове» (в ДС Стомахин не состоял). Газета активно участвовала в кампании за его освобождение. На судебных процессах Люзакова и Стомахина в качестве свидетеля защиты выступала Валерия Новодворская. Свой срок заключения Стомахин отбыл полностью в колонии посёлка Буреполом Нижегородской области и вышел на свободу 21 марта 2011 года. 20 ноября 2012 года он был вновь задержан на своей квартире в Москве по обвинению в нарушении его публикациями тех же статей Уголовного кодекса РФ об «экстремизме». Против его ареста выступили как Валерия Новодворская, так и члены ДС («Свободное слово») Павел Люзаков, Андрей Деревянкин, Адель Найденович, Михаил Кукобака, Надежда Низовкина, Татьяна Стецура и другие.
В 2009 году по факту публикации в «Свободном слове» двух авторских статей и листовки было возбуждено уголовное дело по 282 статье УК РФ против постоянных авторов газеты Надежды Низовкиной и Татьяны Стецуры. Их обвинили в разжигании вражды и ненависти к МВД, ФСБ, вооружённым силам и ФСИН (тюремщикам). 31 декабря 2010 года они были взяты под стражу, через месяц — освобождены. Первый обвинительный приговор был отменён Верховным судом Бурятии, выносившая его судья Ирина Левандовская вскоре была лишена судейского статуса за нарушения профессиональной этики. До настоящего времени (январь 2012 года) продолжается судебный процесс.
В феврале 2012 года Надежда Низовкина за участие в несанкционированной акции протеста в Москве была задержана полицией и помещена в психиатрическую больницу имени П. Б. Ганнушкина, причём Преображенский суд Москвы одобрил её принудительное лечение сроком на полгода. В знак протеста она объявила сухую голодовку. Проводилась кампания в её защиту, как политзаключённой, причём помещение Низовкиной в психбольницу за политический протест было расценено общественностью как применение карательной психиатрии. В результате спустя несколько дней Низовкина из психбольницы была освобождена
.

### Другие издания
К числу газет, продолжающих в настоящее время (2013 год) выходить под грифом «Демократический Союз», кроме «Свободного слова», относится старейшая в России самиздатская (то есть официально незарегистрированная) газета «Крамола» (Воронеж, выходит с августа 1993 года). («Свободное слово», в отличие от неё, было официально зарегистрировано в июне 1993 года Московской региональной инспекцией защиты свободы печати и СМИ).
В 1988—1991 годах печать Демократического Союза переживала период расцвета и составляла весьма значительную часть от общего количества перестроечного «самиздата». Всего в России и других республиках СССР выходило более 70 газет и журналов ДС, включая фракционные. Рекордно большой тираж из них и всего самиздата тех лет имела газета «Призрак коммунизма» (издание фракции коммунистов-демократов московского ДС), разовый выпуск 3-го номера которой в 1989 году составил 80 тысяч экземпляров. (Максимальный тираж «Свободного слова» в 1991 году составлял 55 тысяч экземпляров в неделю).
Почти в каждом областном городе имелись свои издания ДС, в некоторых — несколько. Так, в Куйбышеве (Самаре) выходило издание ДС «Кредо», а затем газета «Утро России». Впоследствии это издание продолжалось в Москве как фракционное — 18-й номер вышел в 1991 году как издание «революционно-либеральной фракции ДС», а последующие номера в 1992—1993 годах как издания «революционного крыла партии ДС». Иркутская организация ДС с января 1990 года выпускала журнал «Тихвинская площадь». Тираж печатался в прибалтийской типографии. В течение года было выпущено 6 номеров заявленным тиражом в 3000 экземпляров. Вот список некоторых российских изданий ДС с указанием места и времени издания:
- «Антисоветское сопротивление» (Грозный, 1991 год);
- «Буревестник», газета (Калинин/Тверь, 1990—1991 годы, 22 номера);
- «Бюллетень ДС», журнал (Москва, 1988 год, 5 номеров);
- «Вестник ДС», журнал (Тверь, 1990 год)[32].;
- «Вполголоса», газета (Москва, 1990—1992 год, 4 номера);
- «Гражданский путь», газета (Новосибирск, 1990 год, 4 номера);
- «Гражданский путь», газета (Тобольск, 1990—1991 год, 6 номеров);
- «Гражданский форум», газета (Брянск, 1990 год);
- «Демократическая оппозиция» (Ленинград/Санкт-Петербург, 17 номеров, июнь-октябрь 1988 года);
- «Диссидент», журнал, потом газета (Владивосток, 1990 год);
- «Диссидент», журнал (Красноярск, 1988—1990, 8 номеров);
- «Демократ», газета (Свердловск, 1989 год);
- «Демократ», газета (Уфа, 1990 год);
- «Информационный бюллетень» (Свердловск/Екатеринбург, 1989 год);
- «Информационный листок ДС» (Красноярск, 1989 год);
- «Крамола», газета (Воронеж, 1993—2013 год, 19 выпусков, последний из вышедших датирован августом 2013 года);
- «Кредо», газета (Куйбышев/Самара, 1989 год);
- «Листок» (Астрахань, 1990 год, 4 номера);
- «Личное мнение» (Ленинград/Санкт-Петербург, 24 выпуска, 1989—1990 год);
- «Нижегородский листок», газета (Нижний Новгород/Горький, 1989—1990 год);
- «Радикальная Тверь», журнал (Тверь, 1992—1993 год, 3 номера);
- «Русская республика», журнал (Тверь, 1992 год);
- «Саратовские известия», бюллетень (Саратов, 1988 год);
- «Сах-ДС-информ», бюллетень (Южно-Сахалинск, 1990 год);
- «Свобода», газета (Свердловск/Екатеринбург, 1990 год, 7 номеров);
- «Свободная демократическая Сибирь», газета (Новосибирск, 1990 год);
- «Свободное слово», газета (Москва, 1988—2016 год, 207 номеров, последний из вышедших датирован апрелем 2016 года);
- «Свободный Кузбасс», газета (Кемерово, 1990—1991 год, 6 номеров);
- «Свободный Сахалин», газета (Южно-Сахалинск, 1990 год);
- «Тверской вестник», журнал (Калинин/Тверь, 1989—1990 год, 17 номеров);
- «Тихвинская площадь», журнал (Иркутск, 1990 год, 6 номеров)[31];
- «Уральские ведомости», газета (Челябинск, 1990 год);
- «Учредительное собрание», газета (Ленинград/Санкт-Петербург, 33 номера, июль 1989 — ноябрь 1994 года);
- «Утро России», газета (Куйбышев/Самара, 1990 год, 16 номеров).

Свои фракционные издания в рамках ДС выпускали демокоммунисты (газеты «Призрак коммунизма» и «Антитезис», 1989 год), социалисты (газета «Новая жизнь», 1989—1991 годы), социал-демократы (журнал «Эсдек», Петроград, 1989 год), «революционные либералы» («Утро России», 1991 год), христианские демократы (газета «Причастие» в Санкт-Петербурге, 1990 год), либеральные демократы («Информационный бюллетень», 1992 год, Москва), «христианско-радикальные демократы» («Свобода и вера», Челябинск, 1990 год). Из всех перечисленных фракционных изданий в настоящее время (июнь 2012 года) продолжает выходить газета «Призрак коммунизма» под названием «Рабочая демократия» как издание троцкистской Революционной Рабочей партии.
В Москве, помимо «Свободного слова», издавался дискуссионный листок Московской организации ДС «Вполголоса» (1990—1991 годы, 4 номера), а также общепартийное издание ДС — журнал «Бюллетень Совета партии» (БСП). Первый номер БСП вышел в начале 1990 года, последний 11-й номер датирован 21 января 2004 года.
Партийная печать ДС существовала в 1989—1991 годах не только в областных, но и некоторых районных городах России. Так, в Вельске выходила газета ДС «Важская провинция», в Орске — журнал «Вестник свободы», в Юрге — газета «Свобода».
За пределами России выходили следующие издания ДС:
- «Антисоветский Кривбасс» (Украина, Кривой Рог, 1991 год);
- «Антисоветское сопротивление» (Белоруссия, Минск, 1991 год);
- «Антисоветский Харьков», газета (Украина, Харьков, 1991—1996 год);
- «Внесистемная оппозиция» (Белоруссия, Минск, 1991 год);
- «Вольный вестник», газета (Белоруссия, Гродно, 1990 год);
- «Гражданский путь», газета (Украина, Харьков, 1990 год);
- «ДС — альтернатива КПСС», журнал (Белоруссия, Гродно, 1990 год);
- «Информационный листок ДС» (Узбекистан, Ташкент, 1988—1990 год, 27 выпусков);
- «Iнформаційний листок ДС» (Украина, Киев, 1990 год);
- «Крымский курьер» (Украина, Симферополь, 1990 год);
- «Резонанс» (Украина, Полтава, 1990 год);
- «Сопричастность» (Казахстан, Есиль, 1992—1994 год; редактор газеты Николай Голубев в 1994 году привлекался к суду за свои публикации);
- «Улица свободы/Brivibas iela», газета (Латвия, Рига, 1989—1990 год).

## ДС в кинодокументалистике
- «Экстремисты. Ход конём». Документальный фильм режиссёра В. А. Фонарёва о деятельности Демократического Союза (1989)

## Члены ДС
Некоторые бывшие и действующие активисты ДС (в скобках указаны годы их членства в ДС):
- Биец, Сергей Николаевич (Москва, 1988—1990)[53]
- Гадасик, Артём Юрьевич (Ленинград, 1988 год)
- Грязнов Андрей Юрьевич (Москва, с 1988)
- Дебрянская, Евгения Евгеньевна (Москва, 1988, 1991)
- Деревянкин, Андрей Николаевич (Саратовская область, с 1988)
- Ермолаева, Анна Олеговна (Ленинград, 1988 год)
- Исмаилова, Светлана Тимуровна (Ташкент, 1988—1991)
- Кукобака, Михаил Игнатьевич (Москва, с 1989)
- Люзаков, Павел Борисович (Москва, с 1994)
- Майсурян, Александр Александрович (Москва, с 1989)
- Молчанов, Эдуард Дмитриевич (Москва, 1988—1991)
- Мышинский, Алексей Юрьевич (Крым, 1989—1993)
- Найденович, Адель Петровна (Москва, с 1988)
- Низовкина, Надежда Юрьевна (Улан-Удэ, с 2007)
- Новиков, Андрей Владимирович (журналист) (Рыбинск, с 1989)
- Новодворская, Валерия Ильинична (Москва, 1988—2014)
- Петрановская Людмила Владимировна (Ташкент, 1988–1991)
- Подольцева Екатерина Львовна (Ленинград/Санкт-Петербург, 1988–1991)
- Романов, Илья Эдуардович (Горький/Нижний Новгород, 1989—1990)
- Рыбаков, Юлий Андреевич (Ленинград/Санкт-Петербург, 1988—1989)
- Скобов, Александр Валерьевич (Ленинград/Санкт-Петербург, 1988—1991)
- Скойбеда, Виталий Валериевич (Ленинград/Санкт-Петербург, 1988—1991)
- Стецура, Татьяна Сергеевна (Улан-Удэ, с 2007)
- Терехов, Валерий Васильевич (Ленинград/Санкт-Петербург, с 1988)
- Убожко, Лев Григорьевич (Москва, 1988)
- Царьков Юрий Сергеевич (Москва, с 1988)
- Чуев, Александр Викторович (Москва, 1988—1989)
- Элиович Александр Александрович (Москва, 1988–1991)
- Яременко, Владимир Николаевич (Ленинград, 1988 год). На заседании Координационного совета исключён из партии по требованию члена КС ДС Юлия Рыбакова за провокационную публикацию скабрезного стишка о том как В.Ленин насилует Россию. Эта публикация послужила поводом для возбуждения уголовного дела против ДС и дала Яременко основание для эмиграции по «политическим» мотивам.